# Magnus Johansson
Magnus Johansson (Ölme, 10 november 1971) is een Zweeds voormalig voetballer die als verdediger speelde.

## Clubcarrière
Johansson speelde tien jaar voor IFK Göteborg voor hij tussen 1998 en 2003 in Nederland voor FC Groningen uit kwam. Hij keerde terug bij IFK Göteborg waar hij zijn loopbaan in 2007 besloot. In 2008 trainde hij Särö IK.

## Interlandcarrière
Hij nam deel aan de Olympische Zomerspelen 1992 waar Zweden als vijfde eindigde. In 1995 speelde Johansson eenmalig voor het Zweeds voetbalelftal.

## Erelijst
- Allsvenskan: 1990, 1991, 1993, 1994, 1995, 1996, 2007
- Svenska Cupen: 1991